# Harpachylus tibialis
Harpachylus tibialis is een hooiwagen uit de familie Gonyleptidae.